# Palacio de Correos (São Paulo)
Palacio de Correos (en portugués, Palácio dos Correios) es un edificio de estilo ecléctico en el Centro Histórico de la ciudad de São Paulo (Brasil). Está ubicado en Vale do Anhangabaú y fue diseñado por el estudio de arquitectura de Ramos de Azevedo para albergar la Agencia Central de Correos y Telégrafos. Fue inaugurado el 20 de octubre de 1922 y concentró las actividades administrativas de Correos hasta la década de 1970, cuando la institución se trasladó a Vila Leopoldina.
En 2012, el inmueble fue catalogado por el Departamento de Patrimonio Histórico (DPH) en un proceso que abarcó toda la región del Vale do Anhangabaú. Es, por tanto, uno de los conjuntos arquitectónicos más significativos de principios del siglo XX en São Paulo. Al año siguiente, el palacio pasó a albergar el Centro Cultural Correios de São Paulo, con exposiciones gratuitas y otras manifestaciones artísticas.

## Historia

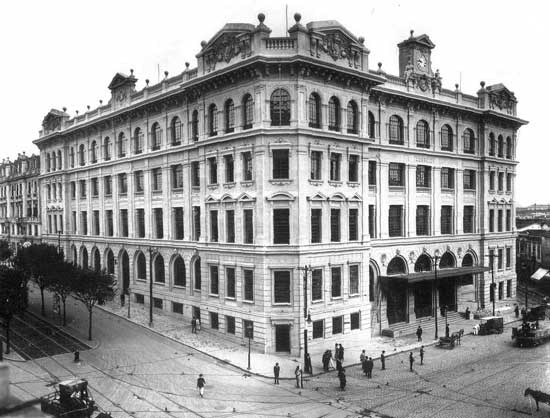
El palacio en octubre de 1922, momento de su inauguración

### Diseño y apertura
Después de la Proclamación de la República, en 1889, Correios experimentó una expansión de sus actividades. Debido al aumento de la demanda de Correos, y luego de una visita a la capital de São Paulo en 1918, el presidente Venceslau Brás consideró necesario construir un nuevo edificio para Correos y Telégrafos, que funcionaba en un edificio de alquiler, con precarias condiciones de higiene y seguridad. Las instalaciones que existían hasta entonces, en Largo do Colégio, fueron criticadas por él y estuvieron a punto de ser desactivadas. El edificio fue luego aprobado por la Ley de Presupuesto de 1921.
El sitio elegido para la construcción fue el área del antiguo Hospital Militar y Mercado São João. Los arquitectos Domiziano Rossi y Felisberto Ranzini, de la oficina técnica de Ramos de Azevedo, fueron los responsables del proyecto. El 7 de octubre de 1920 tuvo lugar la ceremonia de colocación de la primera piedra del nuevo edificio, a la que asistieron el rey Alberto I de Bélgica y muchos otros ciudadanos de alto relieve político y social. La obra de estilo ecléctico fue inaugurada el 20 de octubre de 1922, como parte de las celebraciones del centenario de la Independencia de Brasil.

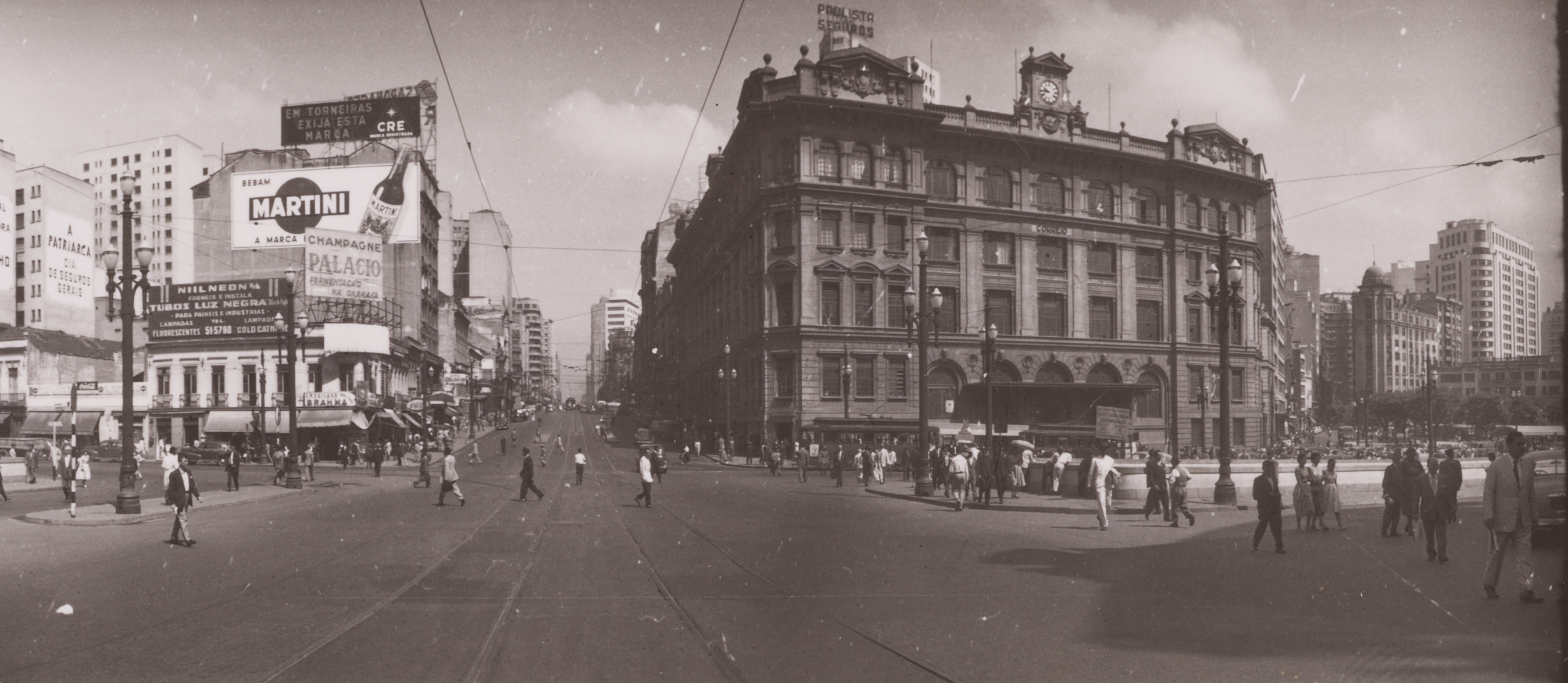
Edificio de Correos, visto desde Vale do Anhangabaú, frente a la Avenida São João, a la derecha de Buraco do Ademar.

De julio a noviembre de 1950, el edificio Palacio de Correos pasó por una notable renovación interna. En octubre de 1978 y marzo de 1979 se realizaron otras reformas internas, y al mismo tiempo se realizó otra remodelación, pero externa, destinada a la limpieza del edificio, que entonces comenzó a mostrar su belleza original. Hay tres placas que marcan la inauguración y las otras de sus dos remodelaciones en el edificio del salón de atención al público.
El Capitán General, Gobernador Antonio Manoel de Mello Castro e Mendonça, constructor del Antiguo Real Hospital Militar de São Paulo, fue quien constituyó, el 23 de julio de 1978 por edicto, las primeras líneas oficiales de correo público en el territorio de Bandeirante.

### Cambio de direccíon
La propiedad cumplió su función original de concentrar las actividades administrativas de Correos (Empresa Brasileira de Correios e Telégrafos) hasta la década de 1970. Posteriormente, la institución se trasladó a otra dirección en Vila Leopoldina. El Palacio de Correios pasó entonces a albergar únicamente los servicios postales generales. Para ello, se sometió a una remodelación en 1978, que incluyó modificaciones en las divisiones internas, rebajado el techo e instalación de ascensores.

### Concurso de arquitectura
En 1997, Correios promovió un concurso nacional de arquitectura, en el que las firmas concursantes debían elaborar propuestas para adaptar las instalaciones del edificio a un centro cultural. Se hicieron algunas renovaciones en el palacio, pero el proyecto no se llevó a cabo en su totalidad.

### Inauguración del Centro Cultural
La primera gran restauración del Palacio de Correos comenzó en 2005, como parte de una iniciativa del Ayuntamiento para revitalizar el centro de São Paulo. El proyecto, presupuestado en 10 millones de reales, tenía como objetivo mantener las características originales del edificio y también preveía la instalación de un centro cultural en los pisos superiores. El espacio fue inaugurado en 2013 bajo el nombre de Centro Cultural Correios São Paulo, con dos salas para exposiciones, con el objetivo de llegar a un público más amplio trayendo una agenda diversa, con exposiciones de temas como humanidades, música y artes visuales en un de manera accesible (gratuita) reuniendo en un mismo espacio tanto a artistas de renombre como a artistas que aún se encuentran al inicio de su carrera, brindándoles así la posibilidad de reconocimiento y credibilidad.
Entre algunas de las exposiciones que ya recibió el centro cultural desde su inauguración se encuentran O Rio de Debret, con 120 acuarelas realizadas por el artista francés Jean-Baptiste Debret (el retrato del período entre Colonia e Imperio de la vida en la ciudad de Río de Janeiro), del artista Elifas Andreato, una figura importante en la escena de la música y el teatro popular brasileño, con gran preocupación por la preservación de una identidad cultural brasileña, además de una fuerte posición política, contra el régimen militar, ambos de 2016, y, en 2017, la más reciente la exposición Sobrevoo del artista multimedia Marcos Amaro, veinte obras de gran y mediano formato, formadas por la combinación de esculturas, collages tridimensionales y materiales de desecho aeronáutico.

## Arquitectura

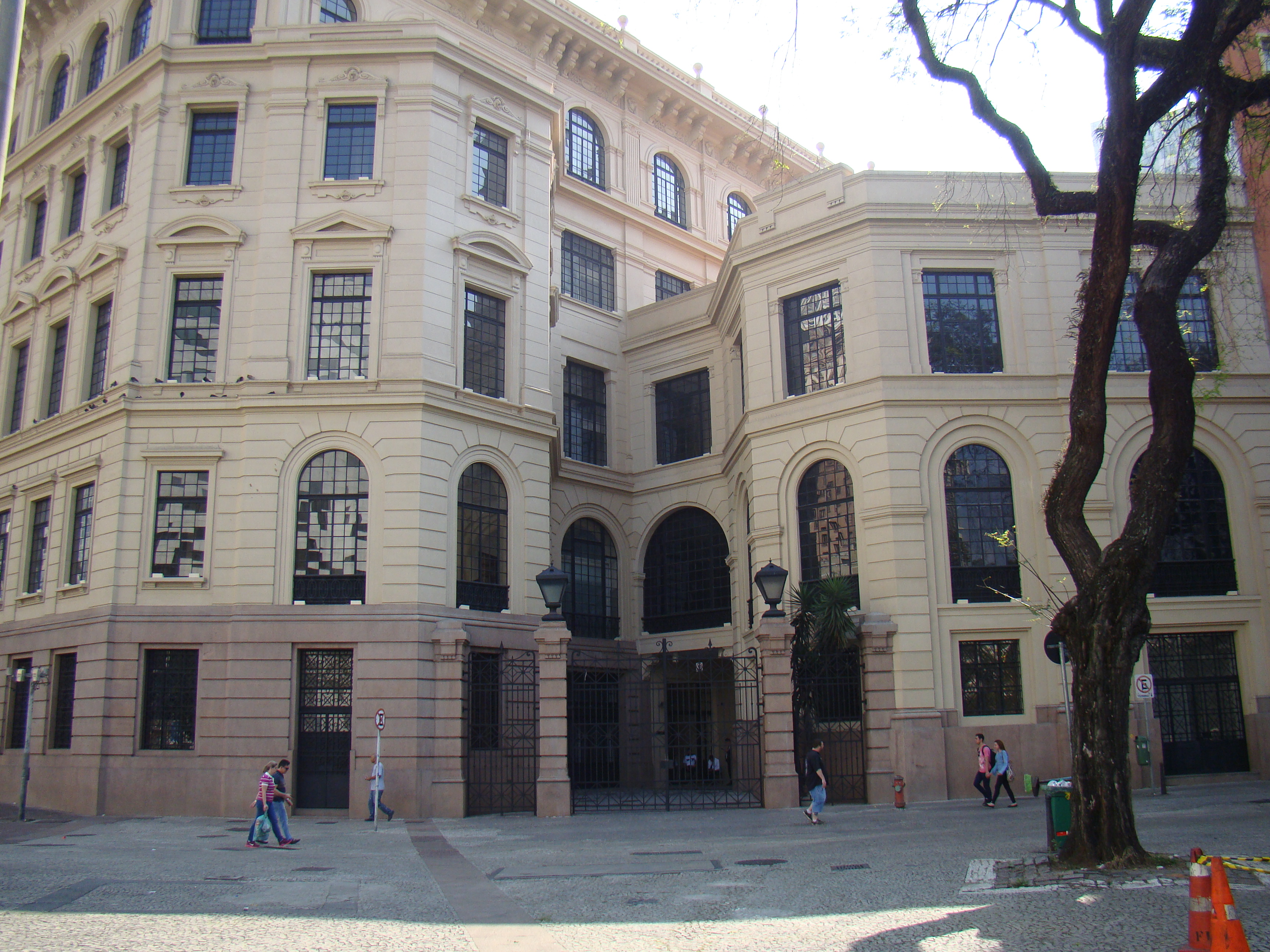
Bloque de construcción secundario

Con 15 mil m² de área construida, el Palacio de Correos tiene características predominantemente eclécticas. El edificio también tiene líneas neoclásicas e influencias renacentistas, que caracterizaron los proyectos de edificación pública de la Oficina Técnica Ramos de Azevedo. Junto con los antiguos hoteles Central y Britânia, integra un conjunto de edificios eclécticos que se extienden desde el Vale do Anhangabaú hasta el Largo do Paiçandu.

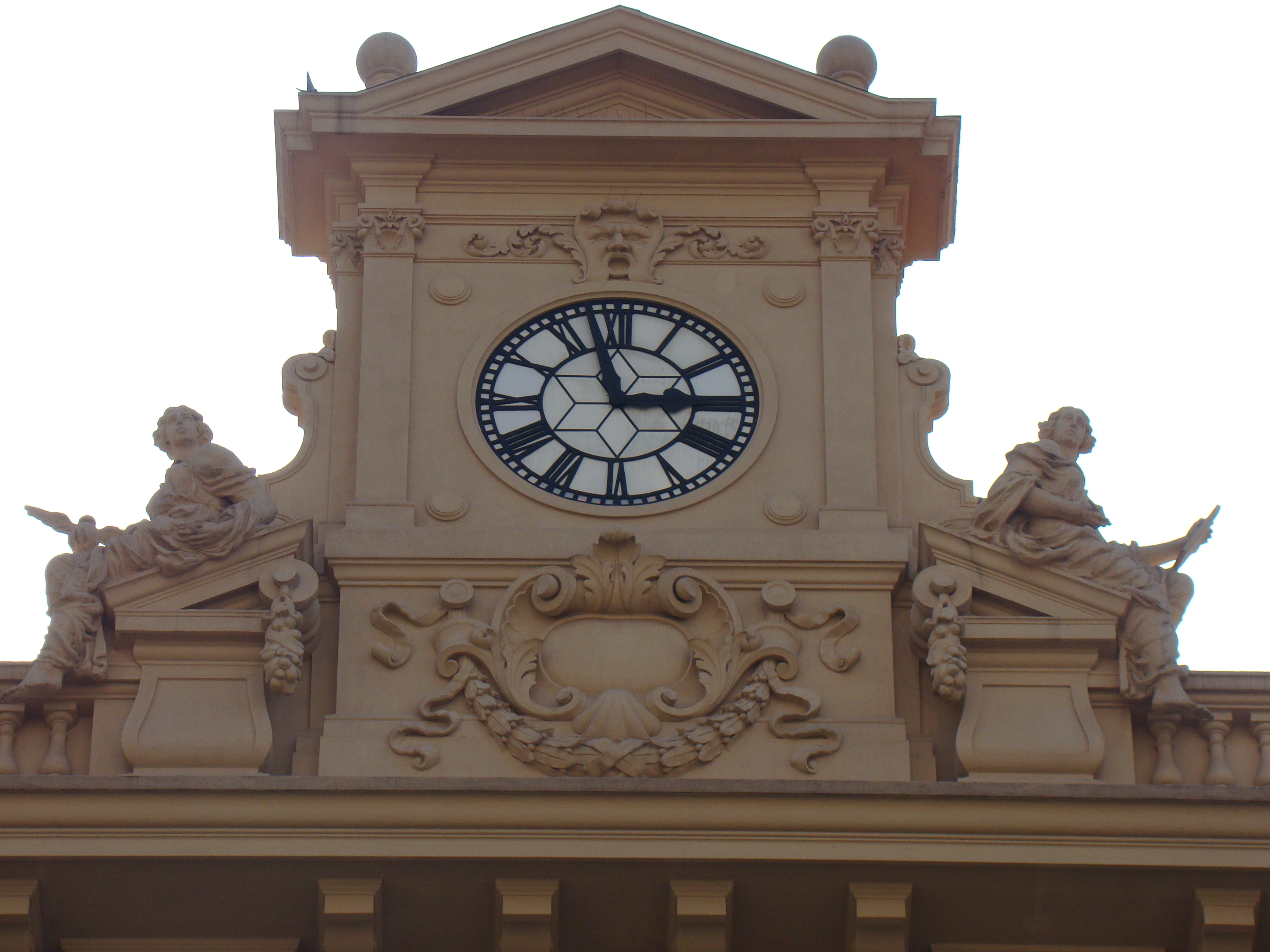
El reloj que corona el edificio

### Fachada
El conjunto consta de un gran edificio principal, de cuatro plantas y sótano, y un bloque secundario, de sólo tres plantas. La fachada, a su vez, se divide en tres partes, lo que da continuidad visual al edificio. En la fachada central, que da a la Plaza Pedro Lessa, las ventanas del segundo y tercer piso están enmarcadas por columnas. El lado que da a la Avenida São João tiene ventanas estrechas, con diferente tratamiento en los dinteles. Finalmente, en el tercer piso, las ventanas son todas de arco de medio punto. Completan el conjunto una cornisa y unos frontones y balaustres decorados. La fachada principal está coronada por un reloj, que está rodeado por dos figuras humanas meramente ornamentales.

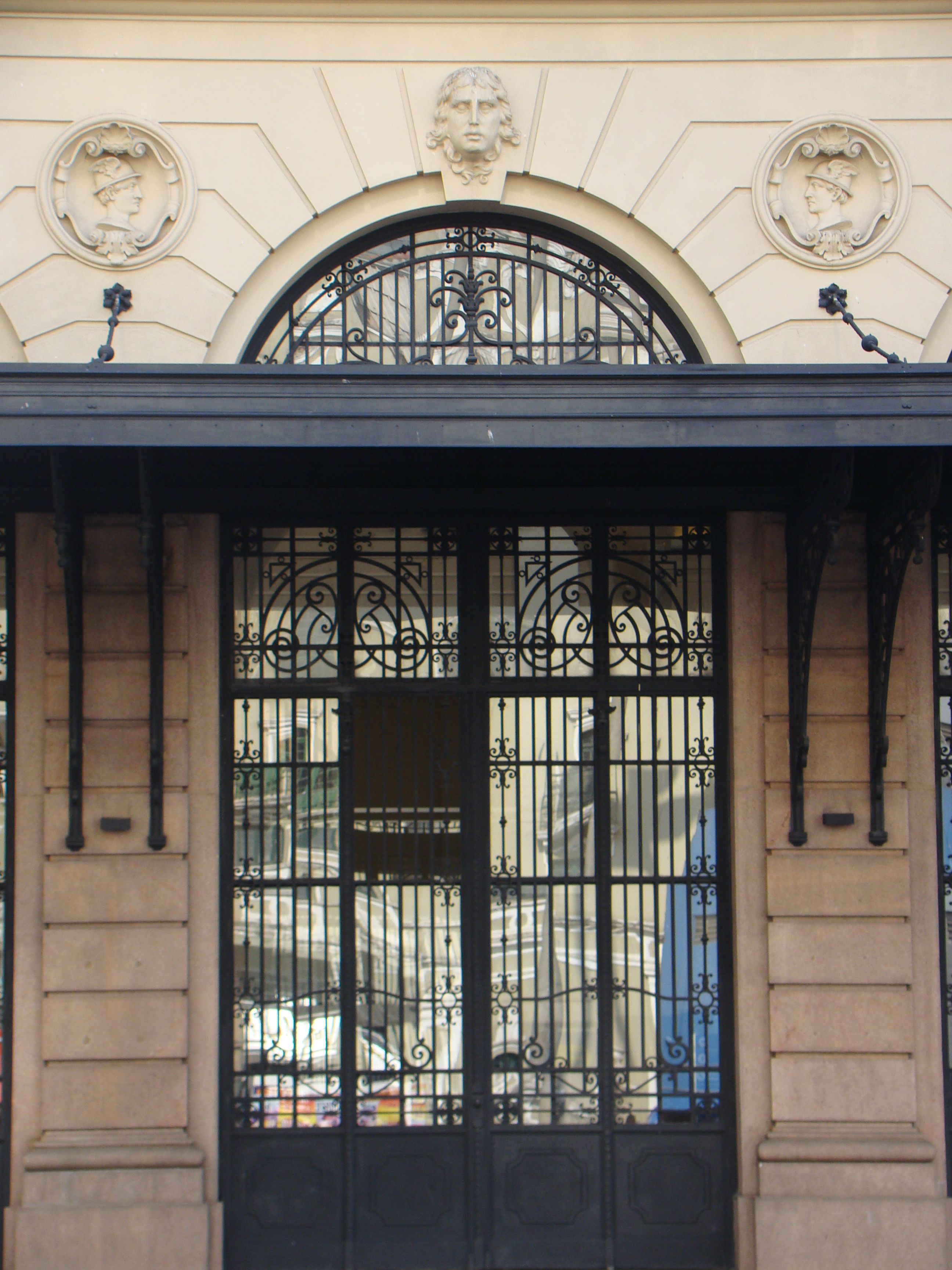
Verjas de hierro

### Materiales y construcción
Con la excepción de algunas partes de la planta baja, que fueron hechas de granito en bruto, la fachada del Palacio de Correos está completamente revestida con mortero pigmentado. La carpa tiene estructura de hierro y techo de vidrio alambrado. Una curiosidad es que toda la carpintería metálica utilizada en el edificio fue realizada por el Liceu de Artes e Oficios de São Paulo.

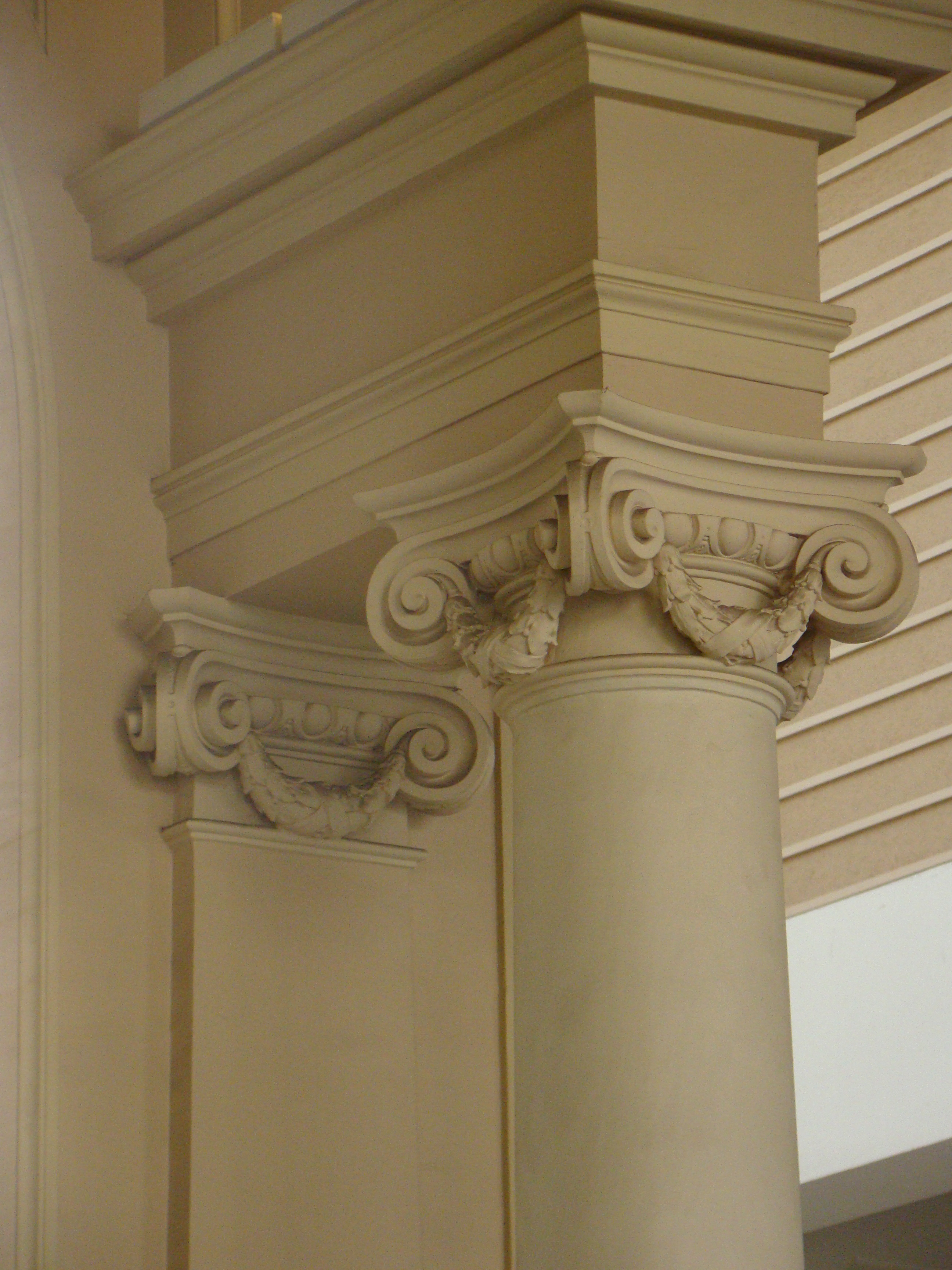
Columnas dentro del palacio

En el interior del edificio, los muros fueron pintados sobre argamasa lisa, existiendo sólo algunos pilares de dos colores. El suelo, a su vez, estaba revestido de granito pulido. El techo presenta un empotrado de cartón yeso, donde se encastran unas luminarias.

### Renovación de 1997
El proyecto que ganó el concurso promovido por el propio Correios en 1997, preveía la creación de un gran espacio vacío en el centro del palacio. Para ello se llevó a cabo una reforma que unió dos espacios más pequeños. El resultado fue una mayor articulación entre las diferentes áreas del edificio y la creación de una geometría más definida, que se configura en torno a este vacío.

### Restauración de 2005 a 2013
Centrándose en una característica del albergue cultural y ampliando su público, la restauración iniciada en 2005 trajo consigo el proyecto del Centro Cultural Correios São Paulo, que no afectaría su estructura primaria, pero conservaría la estructura original y adecuaría sus plantas superiores para la proyecto, que tenía una previsión para el año 2013, cuyo objetivo se logró. Las nuevas instalaciones incluyeron la Agencia Central de São Paulo, la Agencia Filatélica D. Pedro II y el Centro Cultural Correios. El espacio que se destinó al Centro tiene una superficie de 1280m².

## Importancia histórica y cultural

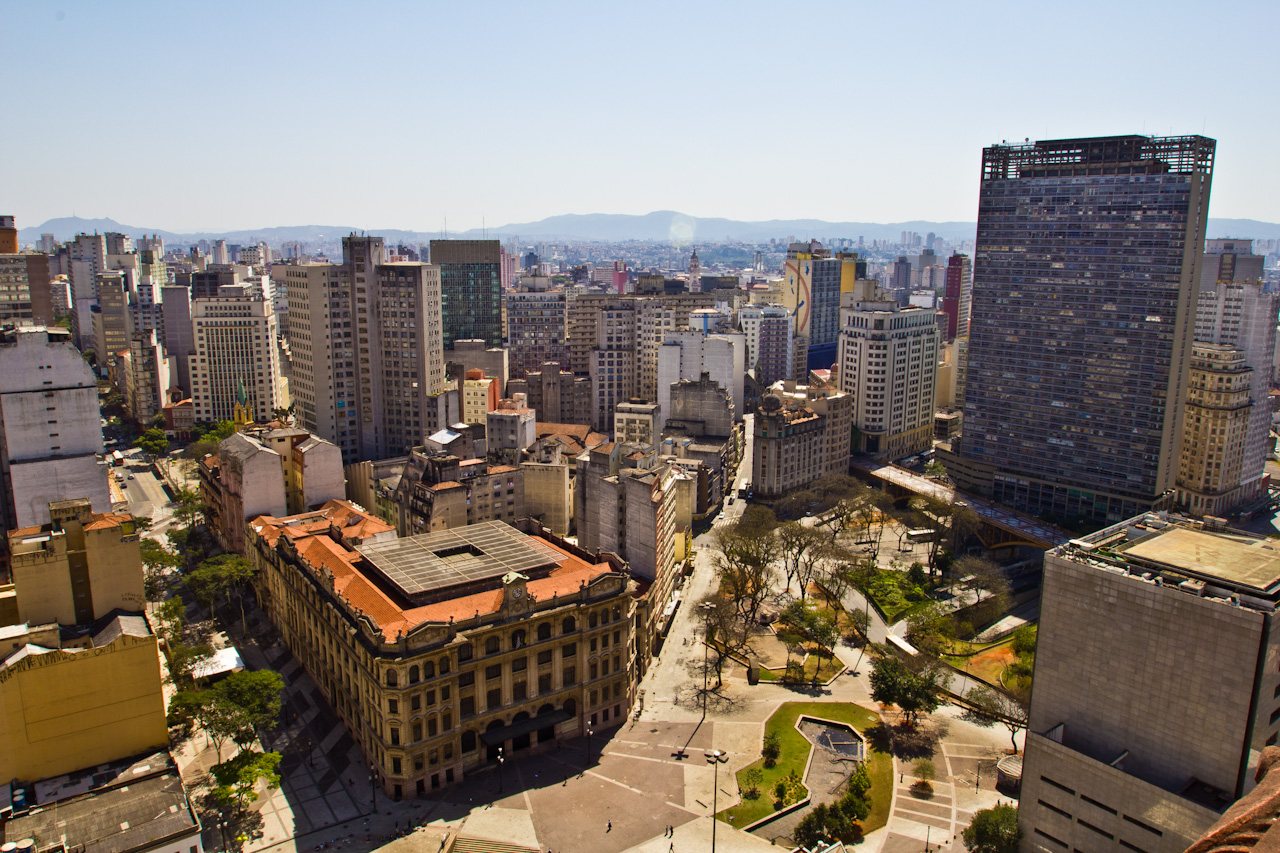
Región alrededor del Palacio de Correos

Poco después de su inauguración, el palacio se convirtió en un hito en el paisaje de la capital, lo que hizo que su dirección, la Plaza Pedro Lessa, fuera más conocida como "Plaza del Correo" (Praça do Correio).
La construcción del edificio fue parte de un proceso de urbanización en el Vale do Anhangabaúen la década de 1920. En esa época, se amplió el tramo inicial de la Avenida São João y se construyeron otros edificios eclécticos. Sin embargo, fue el Palacio de Correos el que consolidó el nombre de la calle. Junto con el Teatro Municipal, el Edifício Martinelli y el Viaduto do Chá, forma parte de un importante conjunto arquitectónico en el centro de São Paulo.

### Declaración patrimonial
En 2012, el Departamento de Patrimonio Histórico (DPH) realizó un inventario en el centro de São Paulo. En esa ocasión, la Resolución 37/92 del Consejo Municipal para la Preservación del Patrimonio Histórico (Conpresp) recayó en la región del Vale do Anhangabaú, de la que forma parte el Palacio de Correios. El informe sobre el edificio se realizó el 19 de diciembre de ese año.

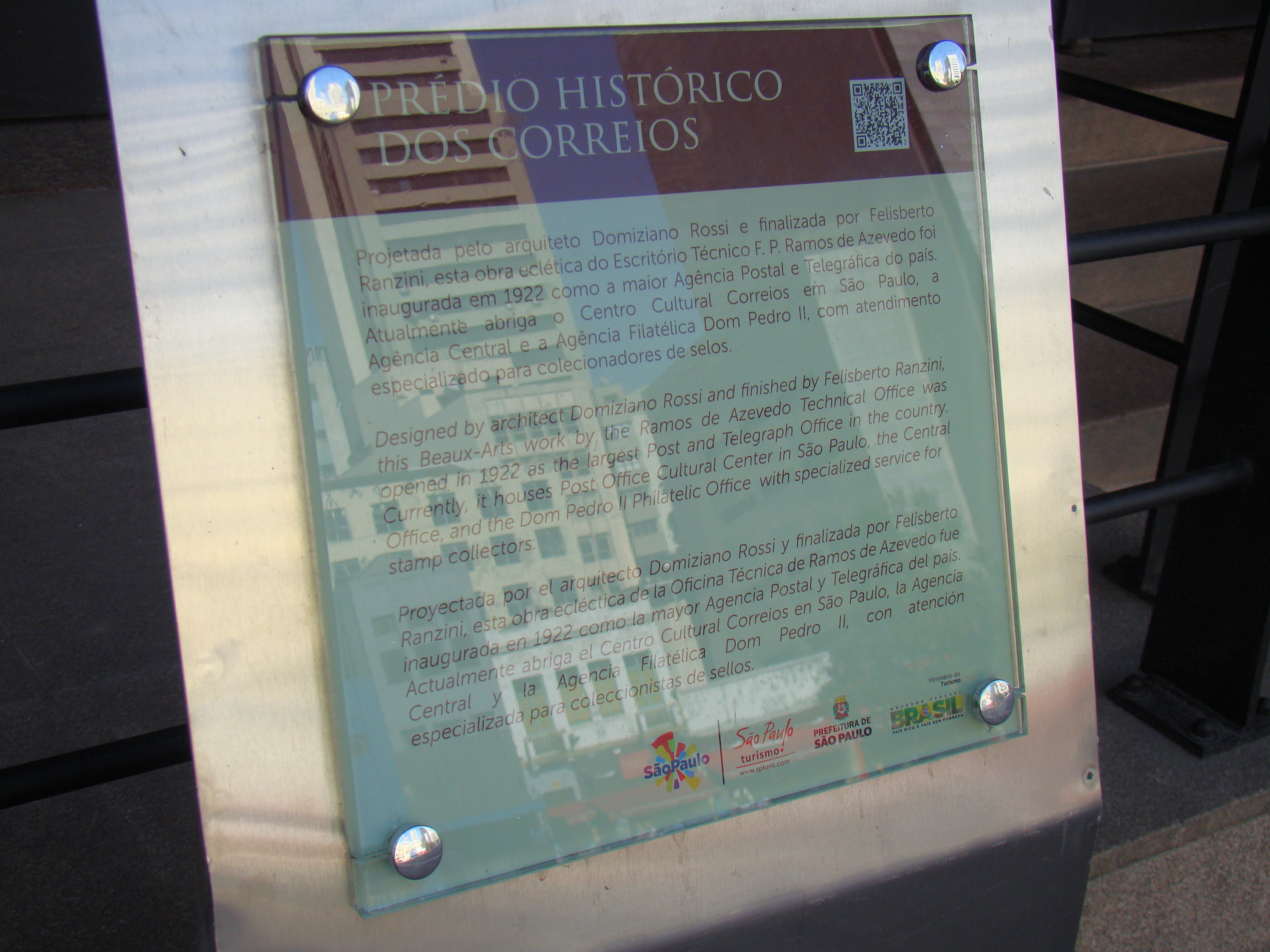
Panel informativo sobre el edificio.

## Estado actual
La última restauración del Palacio de Correos, iniciada en 2005, fue también la más grande jamás realizada. Durante el proceso, se mantuvieron gran parte de las características originales del edificio. Después de la remodelación, el complejo ahora alberga la Agencia Central de São Paulo, la Agencia Filatélica D. Pedro II, que brinda servicios especializados para los coleccionistas de sellos, y el Centro Cultural Correios. Este último fue inaugurado en 2013, en un espacio de 1.280m² que cuenta con dos salas de exposiciones y un vestíbulo central. La agenda del centro cultural es diversa, promoviendo actividades en los campos de las artes visuales, las humanidades y la música, para todos los grupos sociales y de todas las edades, generalmente con atracciones gratuitas.